# Wonder Boy: Asha in Monster World
Wonder Boy: Asha in Monster World ist ein Jump ’n’ Run, das von Artdink für Nintendo Switch, PlayStation 4, Windows veröffentlicht wurde. Es handelt sich um ein Remake von Monster World IV von 1994.

## Handlung
Nachdem die junge Asha Geister im Wind flüstern hört, begibt sie sich auf ein Abenteuer. Diese Geister brauchen Ashas Hilfe. Während ihrer Reise nimmt sie ein kleines Monster namens Pepelogoo auf.

## Spielprinzip
Wonder Boy: Asha in Monster World ist eine Mischung aus Action-Adventure-, Plattform- und hat RPG-Element, bei der der Spieler eine 2D-Landschaft durchquert. Zudem bietet das Remake eine 3D-Grafik. Asha muss im Spiel eine Vielzahl von Monstern bekämpfen. Auch kann Asha ihr Helfer Pepelogoo beschwören, um Bereiche zu erreichen, die sie alleine nicht erreichen kann. Wie im Originalspiel gibt es Ausrüstungs-Upgrades, die in der Stadt gekauft werden können. Die Rüstungen erhöhen Ashas Lebensherzanzeige. Schilde erhöhen ihre Verteidigung und verleihen ihr Resistenzen gegen bestimmte Elemente wie Feuer oder Eis. Schwerter erhöhen je nach Schwert die Angriffswerte von Asha mit kritischen Effekten. Manche Ausrüstungsgegenstände können nicht gekauft werden und müssen in den Tempeln und Höhlen gefunden werden. Auch gibt es 150 Lebenstropfen, die in den Levels versteckt sind. Wenn man zehn davon findet, wird in der Lebensanzeige ein blaues Lebensherz hinzugefügt. Goldbarren kann in der Stadt gegen Spielwährung eingetauscht werden.

## Veröffentlichung
Wonder Boy: Asha in Monster World wurde von Artdink entwickelt. Das Spiel wurde in Europa und Amerika von ININ Games und in Japan von G Choice herausgebracht. Die Neuerungen sind die 3D-Grafik, das verbesserte Gameplay, mehr Modies und eine Synchronisation. Das Spiel kam 2021 für die PlayStation 4, Nintendo Switch und Steam raus.

## Rezeption
Wonder Boy: Asha in Monster World erhielt überwiegend gute Kritiken. Maniac! gab dem Spiel 75 von 100 Punkten und lobte das Gameplay und die Musik des Spiels. Kritisiert wurde die Switch-Version für ihre ruckelnde Grafikdarstellung. Ntower hat dem Spiel eine Punktzahl von 7/10 gegeben und sagte, dass das Spiel ein bisschen Altbacken sei, gelobt wurde hingegen die Musik des Spiels. GamersGlobal bewertete das Spiel mit 6 von 10 Punkten.